# Gustavo Sannia
Gustavo Sannia (Napoli, 13 de maio de 1875 — 21 de dezembro de 1930) foi um matemático italiano.
Trabalhou com geometria diferencial, geometria projetiva e soma de séries.